# Мадер, Гюнтер
Гю́нтер Ма́дер (нем. Günther Mader, род. 24 июня 1964 года в Матрай-на-Бреннере, Тироль, Австрия) — австрийский горнолыжник, бронзовый призёр Олимпиады-1992 в Альбервиле и 6-кратный призёр чемпионатов мира.

## Спортивная биография
За карьеру Мадер одержал 14 побед на этапах Кубка мира (скоростной спуск — 1, супергигант — 6, гигантский слалом — 2, слалом — 1, комбинация — 4). При этом Мадер — один из пяти горнолыжников наряду с Марком Жирарделли, Пирмином Цурбриггеном, Боде Миллером и Хьетилем Андре Омодтом, кто побеждал во всех пяти современных дисциплинах горнолыжного спорта на этапах Кубка мира. Между первой (1986 год) и последней (1997) победой Мадера прошло почти 11 лет. Свои 14 побед на этапах Мадер одержал в 10 разных сезонах.
В сезонах 1994/95 и 1995/96 Мадер занимал второе место в общем зачёте Кубка мира (уступал Альберто Томбе и Лассе Чьюсу), а в сезоне 1989/90 Гюнтер был третьим. В 1990 и 1996 годах Мадер выигрывал малые Хрустальные глобусы в зачёте гигантского слалома и комбинации соответственно.
Всего за карьеру Мадер 293 раза выходил на старт этапов Кубка мира и 41 раз поднимался на подиум.
На Олимпийских играх кроме бронзы в скоростном спуске в Альбервиле-1992 Мадер ещё 6 раз был в 10-ке лучших; особенно близок к наградам Гюнтер был в комбинации в Лиллехаммере-1994 и в Нагано-1998, где он оставался 4-м, оба раз проиграв бронзовому призёру менее 0,1 сек.
Завершил спортивную карьеру в марте 1998 года. Всего через 13 дней после завершения карьеры 33-летний Мадер перенёс инсульт, в результате которого правая часть его тела оказалась парализована, речь была утрачена на 85 %. Мадер сумел восстановиться до максимально возможного уровня. Во время восстановления он начал работать директором по гонкам компании Salomon Sports в Австрии, позднее выпустил автобиографию ÜberLeben.

## Результаты на крупнейших соревнованиях

### Зимние Олимпийские игры
| Олимпийские игры | Скоростной спуск | Супергигант | Гигантский слалом | Слалом | Комбинация |
| ---------------- | ---------------- | ----------- | ----------------- | ------ | ---------- |
| 1988 Калгари     | 19               | 5           | 11                | DNF    | DNF        |
| 1992 Альбервиль  | 3                | 7           | 6                 | —      | DNF        |
| 1994 Лиллехаммер | 19               | 9           | 11                | DNF    | 4          |
| 1998 Нагано      | —                | —           | —                 | —      | 4          |

### Кубки мира
- Гигантский слалом — 1 раз: 1990
- Комбинация — 1 раз: 1996

### Победы на этапах Кубка мира (14)
| №  | Сезон   | Дата        | Место               | Дисциплина            |
| -- | ------- | ----------- | ------------------- | --------------------- |
| 1  | 1985/86 | 21 фев 1986 | Венген              | Комбинация            |
| 2  | 1985/86 | 2 мар 1986  | Ейло                | Слалом                |
| 3  | 1987/88 | 20 мар 1988 | Оре                 | Комбинация (2)        |
| 4  | 1989/90 | 2 дек 1989  | гора Святой Анны    | Гигантский слалом     |
| 5  | 1989/90 | 30 янв 1990 | Ле Менюир           | Супергигант           |
| 6  | 1990/91 | 6 янв 1991  | Гармиш-Партенкирхен | Супергигант (2)       |
| 7  | 1991/92 | 8 мар 1992  | Панорама            | Супергигант (3)       |
| 8  | 1992/93 | 28 мар 1993 | Уистлер             | Супергигант (4)       |
| 9  | 1993/94 | 27 ноя 1993 | Парк-Сити           | Гигантский слалом (2) |
| 10 | 1993/94 | 12 дек 1993 | Валь-д’Изер         | Супергигант (5)       |
| 11 | 1994/95 | 16 янв 1995 | Кицбюэль            | Супергигант (6)       |
| 12 | 1995/96 | 13 янв 1996 | Кицбюэль            | Скоростной спуск      |
| 13 | 1995/96 | 14 янв 1996 | Кицбюэль            | Комбинация (3)        |
| 14 | 1996/97 | 12 янв 1997 | Шамони              | Комбинация (4)        |